# Le Repas fantastique (film, 1903)
Pour les articles homonymes, voir Le Repas fantastique.
 (juillet 2025).
Pour plus de détails, voir Fiche technique et Distribution.
Le Repas fantastique est un  film à trucs muet français réalisé par Gaston Velle, produit par Auguste et Louis Lumière, sorti en 1903.

## Fiche technique
- Titre : Le Repas fantastique
- Réalisation : Gaston Velle.
- Photographie :
- Producteurs : Auguste et Louis Lumière
- Société de production : Société Lumière
- Pays d'origine :  France
- Langue : français
- Métrage :
- Genre : Comédie, Film à trucs
- Format : Noir et blanc — 35 mm — 1,33:1 — Muet
- Durée : 2 minutes
- Dates de sortie : 
  - France : 1903